# Instituto de Chile

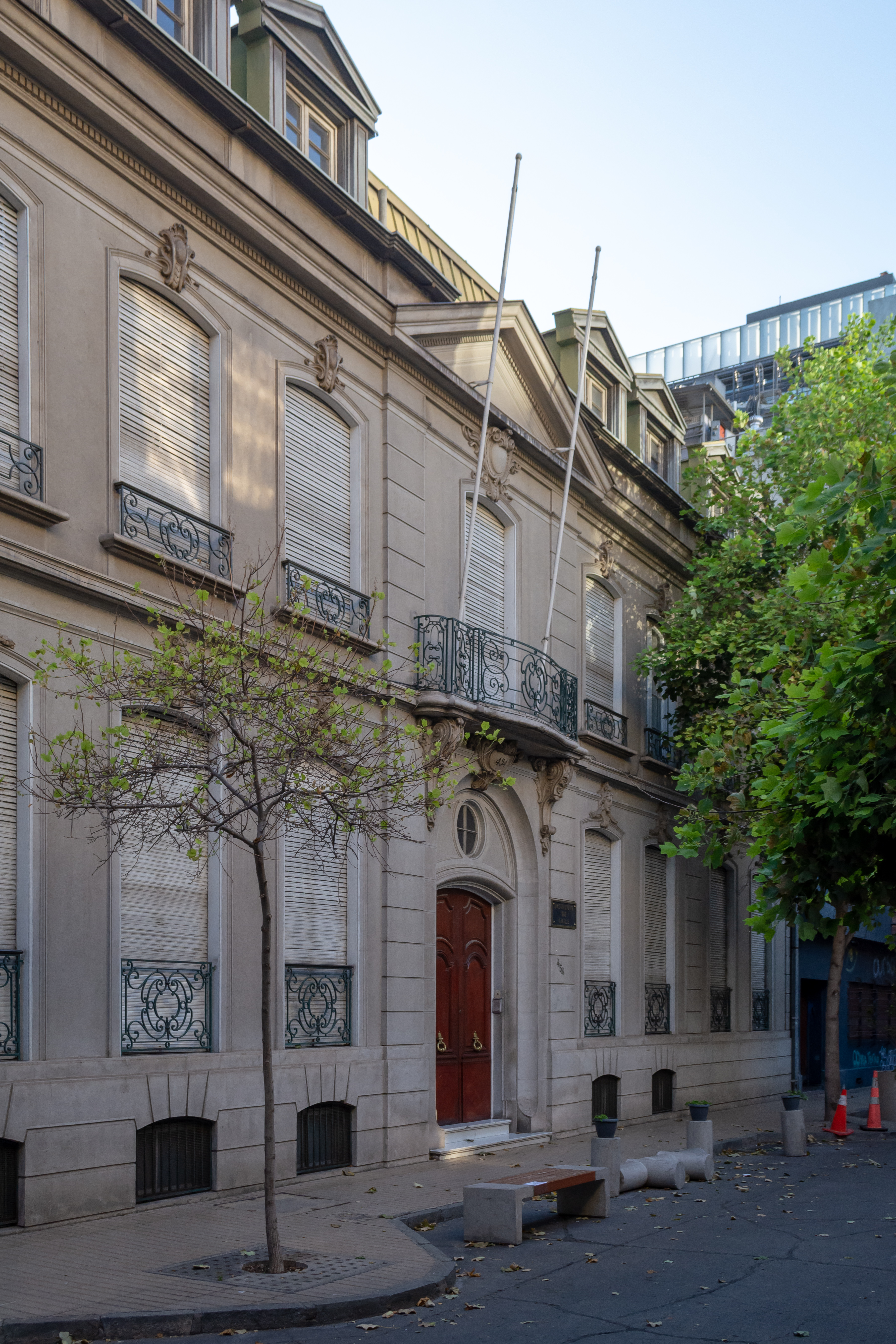
Sede del Instituto de Chile, en Santiago.

El Instituto de Chile es una corporación autónoma chilena ubicada en la ciudad de Santiago, capital de dicho país, y con patrimonio propio, cuya relación con el gobierno se da por intermedio del Ministerio de Educación. Fue creado en 1964, bajo el gobierno de Jorge Alessandri Rodríguez, con el objeto de promover, en un nivel superior, el cultivo, el progreso y la difusión de las letras, las ciencias y las bellas artes.
El instituto aglutina las siguientes academias:
- Academia Chilena de la Lengua (f. 1885),
- Academia Chilena de la Historia (f. 1933),
- Academia Chilena de Ciencias (f. 1964),
- Academia Chilena de Ciencias Sociales, Políticas y Morales (f. 1964),
- Academia Chilena de Medicina (f. 1964) y
- Academia Chilena de Bellas Artes (f. 1964).

El instituto posee un Consejo Directivo formado por los presidentes y dos miembros de número de cada una de las seis academias que lo integran. El consejo es presidido trienal y rotativamente por los presidentes de las distintas academias.